# Ульріх Борманн
Ульріх Борманн (нім. Ulrich Bormann; 25 червня 1885, Глац — 14 січня 1972, Гайзенгайм) — німецький офіцер, генерал-майор вермахту.

## Біографія
16 травня 1904 року вступив в Імперську армію. Учасник Першої світової війни. 24 січня 1920 року звільнений у відставку. 1 квітня 1922 року вступив в ландвер, референт з прикордонної охорони при командувачі в Глогау. 30 листопада 1923 року знову звільнений у відставку. 1 лютого 1925 року повернувся в ландвер, референт з прикордонної охорони при командувачі в Нойгаммері. З 1 жовтня 1928 року — референт з військової підготовки при командуванні 3-го військового округу. 1 жовтня 1933 року зарахований в армію як офіцер земельної оборони. 5 березня 1935 року перейшов в службу комплектування.
З 6 жовтня 1936 по 18 серпня 1941 року — командир військового району Гіршберга. 1 червня 1941 року зарахований на дійсну службу. З 10 березня по 6 липня 1942 року — командир 128-го запасного піхотного полку. З 16 листопада 1942 року — комендант 198-ї польової комендатури, одночасно командувач оборонними районами 1-ї танкової армії і 6-ї армії. З 26 серпня 1944 року — командир бойової групи «Борманн», з 20 листопада 1944 року — 593-ї тилової області. 10 травня 1945 року взятий в полон. 31 жовтня 1947 року звільнений.

## Звання
- Фанен-юнкер (16 травня 1904)
- Фанен-юнкер-унтерофіцер (26 вересня 1904)
- Фенріх (15 грудня 1904)
- Лейтенант (19 жовтня 1905)
- Оберлейтенант (5 серпня 1914)
- Гауптман (18 серпня 1915)
- Майор запасу (24 січня 1920)
- Майор у відставці (1 жовтня 1933)
- Оберстлейтенант у відставці (15 травня 1934)
- Оберстлейтенант служби комплектування (5 березня 1935)
- Оберст служби комплектування (1 червня 1938)
- Оберст (1 червня 1941)
- Генерал-майор (30 січня 1945)

## Нагороди
- Залізний хрест
  - 2-го класу (19 вересня 1914)
  - 1-го класу (11 вересня 1915)
- Хрест «За заслуги у війні» (Саксен-Мейнінген) (4 квітня 1915)
- Хрест «За військові заслуги» (Австро-Угорщина) 3-го класу з військовою відзнакою і золотою застібкою
  - хрест (28 серпня 1915)
  - застібка (5 січня 1918)
- Галліполійська зірка (Османська імперія; 28 жовтня 1916)
- Ганзейський Хрест (Гамбург; 14 вересня 1917)
- Орден «За військові заслуги» (Болгарія) 4-го ступеня з військовою відзнакою (5 лютого 1918)
- Почесний хрест ветерана війни з мечами (24 грудня 1934)
- Медаль «За вислугу років у Вермахті» 4-го, 3-го, 2-го і 1-го класу (25 років; 2 жовтня 1936) — отримав 4 нагороди одночасно.
- Хрест Воєнних заслуг 2-го класу з мечами (20 листопада 1940)
- Застібка до Залізного хреста
  - 2-го класу (27 квітня 1943)
  - 1-го класу (22 листопада 1943)